# Philip C. Sorensen
Philip Chaikin Sorensen (* 31. August 1933 in Lincoln, Nebraska; † 12. Februar 2017) war ein US-amerikanischer Politiker. Zwischen 1965 und 1967 war er Vizegouverneur des Bundesstaates Nebraska.

## Werdegang
Philip Sorensen war der jüngere Bruder von Ted Sorensen (1928–2010), der als Chefberater und Redenschreiber von Präsident John F. Kennedy bekannt wurde. Er studierte an der University of Nebraska Jura und wurde später Professor in diesem Fach an der Ohio State University. Politisch wurde er Mitglied der Demokratischen Partei. Im Jahr 1964 war er Ersatzdelegierter zur Democratic National Convention, auf der Präsident Lyndon B. Johnson zur Wiederwahl nominiert wurde.
Ebenfalls 1964 wurde Sorensen an der Seite von Frank B. Morrison zum Vizegouverneur von Nebraska gewählt. Dieses Amt bekleidete er zwischen 1965 und 1967. Dabei war er Stellvertreter des Gouverneurs und formaler Vorsitzender der Nebraska Legislature. Im Jahr 1966 bewarb er sich erfolglos um das Amt des Gouverneurs. Sorensen wurde später Juraprofessor an der Ohio State University.